# 佐古正人
佐古 正人（さこ まさと、1946年〈昭和21年〉11月9日 - 2003年〈平成15年〉1月11日）は、日本の男性俳優、声優。

## 経歴
昭和21年（1946年）、山口県岩国市に生まれる。父は同市にある宇津神社宮司の佐古利正で、同社で生まれ育った。中央大学文学部英文学科中退。
劇団雲に入団して俳優生活をスタート。その後、演劇集団 円の設立に参加する。
シェイクスピア劇など、舞台を中心に活動を行う傍ら、テレビドラマ出演。
1980年代からは洋画の吹き替え、アニメの声優としても活躍。吹き替えではゲイリー・オールドマンの初期作品の担当で知られた。
一時期、芸名を佐古 雅誉（読み同じ）としていたが、その後元に戻した。
2000年7月に舌癌を発症し入院する。この時点で2年先まで仕事の予定が入っていたが治療のため全てキャンセルし、当時演じていた持ち役は全て降板した。2年半に及ぶ闘病生活の末、2003年1月11日、山口県岩国市内の病院で死去。56歳没。

## 人物
声優としては深みのある美声で、正義派から悪役までこなす本格派であった。
趣味はフルート、特技は剣道（4段）。
元文学座の女優、声優として活動する佐古真弓は長女。
生前は吹き替えの持ち役であるゲイリー・オールドマンを敬愛しており、オールドマンの声を担当する事を誇りにしていたという。

## 後任
佐古の降板及び没後、持ち役を引き継いだ声優は以下の通り。
| 後任     | 役名                     | 作品                                                        | 後任の初出演                                               | 備考     |
| -------- | ------------------------ | ----------------------------------------------------------- | ---------------------------------------------------------- | -------- |
| 小川真司 | 遠山銀司郎               | 『名探偵コナン』                                            | 第263話                                                    | [ 注 1 ] |
| 野島昭生 | リッチモンド学部長       | 『ナッティ・プロフェッサー クランプ教授の場合』日本テレビ版 | 『ナッティ・プロフェッサー2 クランプ家の面々』フジテレビ版 | [ 注 2 ] |
| 立木文彦 | キョウゴク・ケン         | 『バットマン』                                              | CN放送分                                                   | [ 10 ]   |
| 世古陽丸 | ポンティウス・ピラトゥス | 『ベン・ハー』テレビ東京版                                  | BSジャパン版追加録音分                                     |          |
| 小森創介 | エイカーズ               | 『ポセイドン・アドベンチャー』テレビ朝日版                  | WOWOW版追加録音分                                          |          |

## 出演作品

### テレビドラマ
- 特別機動捜査隊（1961年）
- 帰ってきたウルトラマン 第17話「ウルトラセブン参上!」（1971年） - MATステーション隊員
- さすらいの狼（1972年）
- シークレット部隊（1972年）
- 火曜日の女シリーズ「ガラス細工の家」（1973年、日本テレビ / ユニオン映画）
- 非情のライセンス（1973年）
- 大河ドラマ（NHK）
  - 勝海舟（1974年） - 通訳 役
  - 草燃える（1979年） - 三善康清 役
  - 春の波涛（1985年） - 宴席の客 役
  - いのち（1986年） - 今井 役
- おんなの家（1975年）
- 明治の群像 海に火輪を（1976年） - 中上川彦次郎 役
- 特捜最前線（1977年）
- 新五捕物帳
- 大空港 第53話「マフィアの恐怖! フラメンコ・ダンサーの愛と死」（1979年） - 田村
- 噂の刑事トミーとマツ
  - 第1シリーズ 第35話「のぞいちゃ駄目よ! トミーとマツ」（1980年）
  - 第2シリーズ 第5話「トミマツの阿波踊り! 爆弾魔のふざけた命令」（1982年）
- 御宿かわせみ（1980年）
- 警視-K 第7話「太陽が上に向いている」（1980年）- ラブシーンを演じる俳優　※佐古雅誉名義
- Gメン'75 　第284話 「金髪女性バスルーム殺人事件」（1980年）−カメラマン
- 松本清張の溺れ谷（1983年）
- 宇宙刑事シャリバン（1983年） - 北川星夫
- 怪人二十面相と少年探偵団 第19,20回（1983年） - 立花肇
- 怪人二十面相と少年探偵団II 第11,12回（1984年） - 画家ピカソ
- 金曜ファミリーワイド「松本清張の地の骨」（1984年）
- 十津川警部シリーズ 「寝台特急「紀伊」殺人行」（1984年）
- ニュードキュメンタリードラマ昭和 松本清張事件にせまる 第10話「スパイMの謀略」（1984年）
- 影の軍団 幕末編（1985年） - 徳川慶喜
- 子どもの隣り（1986年） - 畑中邦夫
- ザ・ハングマンV 第5話「慰謝料四千万が離婚屋に狙われる!」（1986年） - 柏木
- な・ま・い・き盛り（1986年）
- ライスカレー（1986年）
- 大忠臣蔵（1989年） - 大高源五
- 女動物医事件簿（1990年）
- 泥棒に手を出すな!（1990年）
- 名奉行 遠山の金さん 第4シリーズ 第12話（1991年） - 山田信八郎
- 演歌なアイツは夜ごと不条理な夢を見る（1992年） - 田亀
- 九門法律相談所（1993年）
- 松本清張一周忌特別企画・或る『小倉日記』伝（1993年）
- この愛に生きて（1994年）
- 御家人斬九郎（1995年）
- 松本清張スペシャル・書道教授（1995年） - 島尾刑事
- 松本清張特別企画・父系の指（1995年）
- 東京卒業（1996年）
- 犯罪心理分析官（1996年）
- 松本清張スペシャル・恐喝者（1997年）
- 剣客商売 第1シリーズ 第1話（1998年） ‐ 和泉屋吉栄衛門
- キッズ・ウォー（1999年）
- 女同士（2000年）
- 合い言葉は勇気（2000年） - 裁判所の職員

### バラエティ
- マジカル頭脳パワー!! / マジカルミステリー劇場 第45話「パリ画伯の謎」（1992年、NTV） - 坂口清(整形後)、沢村真一郎

### 映画
- 震える舌（1980年）
- 生きてみたいもう一度 新宿バス放火事件（1985年）
- 映画女優（1987年） - 依戸義賢
- ミンボーの女（1992年） - 保健所長

### 舞台
- 榎本武揚
- ガラスの動物園
- テレーズ・ラカン
- 二十日鼠と人間
- 真夜中のパーティ

### 吹き替え

#### 俳優
ゲイリー・オールドマン
- レオン（ノーマン・スタンスフィールド）※VHS・DVD 完全版
- フィフス・エレメント（ゾーグ）※日本テレビ版
- エアフォース・ワン（イワン・コルシュノフ）※ソフト版
- ロスト・イン・スペース（ドクター・ザカリー・スミス）※ソフト版、日本テレビ版

#### 洋画
- 愛がこわれるとき（ベン・ウッドワード）※ソフト版
- 愛の嵐（マクシミリアン〈ダーク・ボガード〉）
- 愛は霧のかなたに（ボブ・キャンベル〈ブライアン・ブラウン〉）※ソフト版
- 嵐の中で輝いて（フランツ＝オットー・ディートリッヒ〈リーアム・ニーソン〉）※ソフト版
- アンナ・カレーニナ（コンスタンティン・ディミートリッチ・レヴィン〈アルフレッド・モリーナ〉）
- 1492 コロンブス（モクシカ〈マイケル・ウィンコット〉）※ソフト版
- イル・ポスティーノ（マリオ・ルオッポロ〈マッシモ・トロイージ〉）
- ヴァンパイア/最期の聖戦（魔鬼・ヴァレック〈トーマス・イアン・グリフィス〉）※ビデオ版
- 宇宙からのツタンカーメン（ピーター・シャープ〈ケヴィン・ブロフィ〉）
- エアポート'98（ハドソン）
- エグゼクティブ・デシジョン（フィル・デイヴィッド・グラント〈カート・ラッセル〉）※ソフト版
- 海底二万哩（ネモ艦長〈ジェームズ・メイソン〉）
- キング・オブ・ハーレー（ブラッド〈マイケル・マドセン〉）※テレビ東京版
- キングコング（フレッド・ウィルソン〈チャールズ・グローディン〉）※日本テレビ版
- グッドナイト・ムーン（ルーク〈エド・ハリス〉）
- 恋のゆくえ/ファビュラス・ベイカー・ボーイズ（ジャック・ベイカー〈ジェフ・ブリッジス〉）※VHS版
- ゴーストバスターズ2（ルイス・タリー〈リック・モラニス〉）※テレビ朝日版
- 史上最大の作戦（ロバート・ヘインズ少将〈メル・ファーラー〉）※テレビ東京版、DVD収録
- 推定無罪（ニコ・デラ・ガーディア）
- スティル・クレイジー（レイ〈ビル・ナイ〉）
- ストレート・タイム（マックス〈ダスティン・ホフマン〉）※テレビ版
- スーパーマンII※テレビ朝日版
- 戦争と平和※テレビ朝日版
- ダークサイド/危険な目覚め（ベン〈マイケル・グロス〉）
- ターミネーター2（T-1000〈ロバート・パトリック〉）※1991年版
- チャーリー（ジョン・エドガー・フーヴァー〈ケヴィン・ダン〉）
- チャック・ノリスの 地獄のヒーロー2（フランソワ）
- テロリスト・ゲーム（マルコム・フィルポット〈パトリック・スチュワート〉）※テレビ東京版
- D.N.A.V（ビル）
- ナッティ・プロフェッサー クランプ教授の場合（ディーン・リッチモンド学部長〈ラリー・ミラー〉）※日本テレビ版
- ニュー・シネマ・パラダイス（神父〈レオポルド・トリエステ〉）※完全オリジナルDVD/BD版
- ニュー・ジャック・シティ（スコッティー〈アイス-T〉）
- BARに灯ともる頃（ミケーレ〈マッシモ・トロイージ〉）
- 8mm（ダニエル・ロングデール）
- パッセンジャー57（チャールズ・レーン〈ブルース・ペイン〉）※日本テレビ版
- バトルランナー（トニー〈カート・フラー〉、レオン）※テレビ朝日版（BD収録）
- 判決前夜/ビフォア・アンド・アフター（ベン・ライアン〈リーアム・ニーソン〉）
- ピースキーパー（ノースロップ中佐）※VHS版
- ビートルジュース（チャールズ〈ジェフリー・ジョーンズ〉）
- ヒーロー/靴をなくした天使（バーナード・“バーニー”・ラプラント〈ダスティン・ホフマン〉）※ソフト版
- ファーゴ（ジェローム・“ジェリー”・ランディガード〈ウィリアム・H・メイシー〉）※ソフト版
- ブラスト/沈黙のテロリスト（レオ〈ルトガー・ハウアー〉）
- フラッド（保安官〈ランディ・クエイド〉）※日本テレビ版
- ブロス/やつらはときどき帰ってくる（ジミー・ノーマン〈ティム・マシスン〉）※VHS版
- ブロンクス物語/愛につつまれた街（ロレンツォ・アネロ〈ロバート・デ・ニーロ〉）
- ベン・ハー（ピラト〈フランク・スリング〉）※テレビ東京版
- BODY/ボディ（フランク・デュラニー〈ウィレム・デフォー〉）
- ポセイドン・アドベンチャー（エイカーズ〈ロディ・マクドウォール〉[11]）※テレビ朝日版
- マクマレン兄弟（ジャック）
- マッドマックス2（ゼッタ）※TBS版
- リベンジ（マウロ）※テレビ東京版
- 隣人は静かに笑う（マイケル・ファラデイ〈ジェフ・ブリッジス〉）※DVD版
- レザレクション（ジェラルド・ディーマス〈ロバート・ジョイ〉）
- レッサー・エヴィル（アイヴァン〈アーリス・ハワード〉）
- ロマンシング・ストーン 秘宝の谷（ジャック・コルトン〈マイケル・ダグラス〉）※日本テレビ版
- ロリータ（ハンバート・ハンバート〈ジェレミー・アイアンズ〉）
- ワーキング・ガール（ラッツ〈オリヴァー・プラット〉）※テレビ版
- ワイルド・ワイルド・ウエスト（Dr.アーリス・ラブレス〈ケネス・ブラナー〉[12]）※ソフト版

#### 海外ドラマ
- 巌窟王〜モンテ・クリスト伯（ベルトゥッチオ〈セルジオ・ルビーニ〉） ※NHK BS版
- 刑事ナッシュ・ブリッジス（ルーベン・バンクス）
- 三国志演義（徐庶、諸葛恪）※NHK BS版
- 新アウターリミッツ（ランドール・ストロング〈ゴードン・クラップ〉、ケル〈ダグ・サヴァント〉、デイル・ラローズ〈コリン・モクリー〉）
- 人類、月に立つ（バズ・オルドリン〈ブライアン・クランストン〉）
- ナイトライダー シーズン3 #5（ジョン・スタントン〈ジェフリー・オストラッジ〉）
- ミステリー・グースバンプス（ジェフリー・バートン）
- ミレニアム（ピーター・ワッツ〈テリー・オクィン〉）
- リーズナブル・ダウト 静かなる検事記録（ディッキー・コッブ〈マーク・ハーモン〉）

#### 海外アニメ
- トイ・ストーリー2（ウィージー〈ジョー・ランフト〉）
  - スペース・レンジャー バズ・ライトイヤー 帝王ザーグを倒せ!（ウィージー）
- バットマン（キョウゴク・ケン〈初代〉）
- わんわん物語（ボリス）

### テレビアニメ
- ドタンバのマナー（1984年、ドタンバ）
- 名探偵コナン（1997年 - 2000年、山内正弘、遠山銀司郎〈初代〉、定金芳雄）
- ブレンパワード（1998年、ウィンストン・ゲイブリッジ[13]）
- 週刊ストーリーランド（1999年、服部）

### 劇場アニメ
- 逮捕しちゃうぞ the MOVIE（1999年、柄本正）

### OVA
- 銀河英雄伝説外伝 螺旋迷宮（2000年、ジョン・ドリンカー・コープ）

### ラジオドラマ
- 真夜中の切裂きジャック
- ミステリー・ゾーン 体験実話シリーズ「赤い足袋」

### 人形ショー
- 白雪姫と7人のこびと（鏡の精）